# 呪泉郷
呪泉郷（じゅせんきょう、チョウチュアンシアン）は、高橋留美子の漫画作品及びそれを原作とするアニメ『らんま1/2』に登場する架空の泉。

## 概要
作中では中国の青海省バヤンカラ山脈の拳精山（けんせいざん、チユアンチンシャン）にあるとされる。大小100以上の泉が湧いており、いくつかの泉には修行用の長い竹が立ててある。
場所的には違うが外観上のモデルではないかと思われる泉が九寨溝に実在する。
ひとつひとつの泉には悲劇的伝説があり、泉で溺れると、最初にその泉で溺れた者の姿となる。それ以降、本人の意思に関係なく強制的に水に濡れると変身し、湯をかぶると元に戻る体質となる。湯に浸かった状態でも雨に濡れると変身してしまう。変身体質を改善された者は一人もいない。変身した際、その姿が元の姿より大きい場合（例：玄馬→パンダ）は服ごと変身するが、そうでない場合は服がそのままになる。
多くは本来の自分の姿と合致する泉に浸かる事で変身体質の改善を望んでいるが、中には人間の姿よりも戦闘向きな姿に変身する為に、自ら泉に浸かる者もいる。
現在では修行場として利用されており、詰所にガイドがいる。ガイドは泉の悲劇的伝説や変身する姿をちゃんと把握しているが、落ちてから解説的に話し始めるため落ちた者が事前に知らされている事は少ない。またガイドは、女傑族の村も案内しており、ツアーガイドのような描写もなされている。主要人物の多くが訪れており、最終章の舞台にもなった。
呪泉郷の水は飲用もしくは温泉として利用可能である。ただしその場合、何世代か経つと泉の呪いが逆転し、呪いの姿の状態で生まれてくる。
呪泉の水は最初に落ちた者を記憶し変身を促す。そのため、新たに掘った泉に何か生物を落とす事で、呪いの泉を増やす事が可能である。変身の呪いの力は呪泉郷で泉となった水のみが発揮するため、作中で乱馬、良牙、ムースが呪泉の水源である呪泉洞内で呪泉の水に落ちた際は何の影響も受けなかった。また、呪泉の水は体中の水分を増幅させる力があり、乾燥状態に陥った人間もたちどころに回復する。呪泉の水量が増えて氾濫すると呪いも混ざるが、水量が戻るとまた呪いは各々個別に戻る。
呪泉郷の変身体質を持つ登場人物たちを呪泉郷仲間と表現することがあり、普段はいがみ合っていても、呪泉郷に関連する事件や変身体質を元に戻す時などに利害一致から共同体意識を持つこともある。

## 呪泉郷の種類
前述の通り、100通り以上の異なる呪いを持つ。主要登場人物の何人かは呪泉郷の泉で溺れ、呪いにかかっている。※はアニメオリジナルの泉。
| 名前           | 泉の力                                           | 呪いを受けた者            | 備考 |
| -------------- | ------------------------------------------------ | ------------------------- | --- |
| 娘溺泉         | 若い娘になる                                     | - 早乙女乱馬 - ハーブ     | - 名称「ニャン・ニーチュアン」。1500年前に若い娘が溺れたという悲劇的な伝説のある泉 - 変身後の容姿は変身前の容姿及び年齢に影響される                                                                                  |
| 熊猫溺泉       | パンダになる                                     | - 早乙女玄馬              | - 名称「ションマオ・ニーチュアン」。2000年前にパンダが溺れたという悲劇的な伝説のある泉 - 笹で空腹を満たせる |
| 黒豚溺泉       | 黒い子ブタになる                                 | - 響良牙                  | - 名称「ヘイトウェン・ニーチュアン」。1200年前に黒い子豚が落ちたという悲劇的伝説がある泉 - 頭のバンダナは首に装着される                                                                                              |
| 猫溺泉         | 猫になる                                         | - シャンプー - 南条ありさ | - 名称「マオ・ニーチュアン」。1800年前に猫が溺れたという悲劇的伝説がある泉 |
| 鴨子溺泉       | アヒルになる                                     | - ムース                  | - 名称「ヤーズ・ニーチュアン」。1300年前にアヒルが溺れたという悲劇的伝説がある泉 - メガネはアヒルの身体に合せ縮小する                                                                                                |
| 牛鶴鰻毛人溺泉 | 牛の頭、雪男の胴体、鶴の翼、鰻の尾を持つ混合生物 | - パンスト太郎            | - 名称「ニウホーマンマオレン・ニーチュアン」。2500年前に鰻と鶴と持ち牛に乗った雪男が溺れたという呪泉郷史上最悪の悲劇的伝説がある泉                                                                                   |
| 阿修羅溺泉     | 阿修羅になる                                     | - ルージュ                | - 名称「アシュラ・ニーチュアン」。4000年前に阿修羅が溺れたという悲劇的伝説がある泉 - 自由に飛行可能 - 炎や雷を操れるようになる - 肩凝りにより体力消耗が激しい - 触れた水がお湯になる為、水をかけられても変身が解ける |
| 童子溺泉       | 子供になる                                       | - 楽京斎                  | - 名称「トンツー・ニーチュアン」 |
| 男溺泉         | 若い男になる                                     | - コルマ - マサラ         | - 名称「ナン・ニーチュアン」 |
| ※池蛙溺泉      | カエルになる                                     | - カエル仙人              | - 名称「チュウワ・ニーチュアン」。1991年前に蛙が溺れたという悲劇的伝説がある泉 - 修行次第で変身後も喋れる。 - 原作でも終盤でこの泉と思われる泉が登場している。                                                       |
| ※和尚溺泉      | 温厚になる                                       | - キンニー                | - 名称「フーシャン・ニーチュアン」。999年前に和尚が溺れたという悲劇的伝説がある泉 - 人格、体型、容姿含め完全に別人となる                                                                                             |
| 章魚溺泉       | 巨大なタコになる                                 | - パンスト太郎            | - 名称「シャンユイ・ニーチュアン」 - 墨を噴出できる。 |
| 善男溺泉       | 善人になる                                       | - なし                    | - 名称「シャンナン・ニーチュアン」 |
| 双生児溺泉     | 双子になる                                       | - 八宝斎のたんこぶ        | - 名称「シュアンションツー・ニーチュアン」 - 体の一部にも効果がある |
| 茜溺泉         | 天道あかねになる                                 | - キーマ                  | - 名称「アカネ・ニーチュアン」 - 初登場時には「既に存在していた」他の泉とは異なり、キーマがあかねを溺れさせて作った「劇中で新しく作られた」泉である                                                                  |

他に、狼になる泉、亀になる泉、サーベルタイガーになる泉、アニメではプテラノドンになる泉などの存在が判明している。
呪泉郷を訪れたものの泉に落ちなかった人物に八宝斎、コロン、シャンプーの父がいる。

## 関連するもの
総身猫舌（そうしんマオショー）のツボ
このツボを押されると全身が（猫舌のように）熱がりになり、ぬるい湯を被っても熱く感じるためすぐに水を被りたくなる。このため、一度水を被ってしまったら、不死鳥丸を飲むまで変身前の姿に戻ることができない。作中ではコロンが乱馬に使用した。
江戸っ子じいさんのツボ
猫舌破りのツボであり、このツボを押されると総身猫舌のツボの効果がなくなり、湯を被っても平気になる。しかし、継続時間は短く一度押したら二度と効かない欠点がある。作中では東風先生がらんまに使用している。
不死鳥丸
総身猫舌を治す画期的丸薬。作中ではコロンが持っている。
鉄のコルセット
乱馬が格闘ディナーの特訓のために着せられた、鉄で作られたコルセット 。女の状態で着せられたため、男に戻るとコルセットを締め付ける苦痛で男の姿ではいられなくなる。また、作中では明言されていないが施錠ができるようで、鍵をかけられた乱馬は自分の意志でコルセットを外すことはできない。
即席男溺泉（そくせきナンニーチュアン）
呪泉郷溺泉シリーズの一つ。水に混ぜると水が呪泉郷の男溺泉に変化するという温泉入浴剤のような物で、作中ではシャンプーが最初に紹介し、乱馬と玄馬が使用したが、一度しか効かないインチキ商品であった。
和風男溺泉（わふうナンニーチュアン）
日本にある男溺泉。史実（？）では、イタズラ狐を懲らしめるために中国から来た仙人が作ったものとされる。作中では男である乱馬たちが変身体質を治す場所とされた。作中では良牙が旅先で地図をみつけ、乱馬と一緒に探すものの、すでに無くなっていた。
抗水香鹸（こうすいせっけん）
体を洗うと変身体質が治る石鹸。しかし、効果は一時的なものだった。アニメでは、バージョンアップしたものも登場している（効果が一時的であることに変わりはない）。作中ではシャンプーが最初に紹介し、良牙と玄馬が使用した。
麝香王朝（ジャコウおうちょう）
象形拳（動物の形や動きを取り入れた拳法）を極めようとする男達の集団。かつては動物の能力そのものを取り入れようと、呪泉郷の娘溺泉に落とした動物を嫁としていた。そのため現代の子孫も、人間離れした能力を受け継いでいる。
止水桶（チースイトン）
ジャコウ王朝の秘宝。桶と柄杓からなる。止水桶で汲んだ水をかけると、湯を被っても変身した姿から元に戻らなくなる。作中では乱馬とハーブが掛けられている他、良牙とムースは男の姿に固定するために自ら被ったが、被ったのが水だったため変化後の姿で固定されてしまった。また開水壺を探すためのレーダーになっている。
開水壺（カイスイフウ）
ジャコウ王朝の秘宝。やかんの形状をしている。水に漬けるとその水を沸かす事が可能で、開水壺で沸かした湯をかけると、止水桶の効き目がなくなる。中国の動乱の中、次々と人手に渡り、現在は日本の宝来山にある。止水桶を被っていた乱馬・良牙・ムース・ハーブは開水壺で止水桶を無効にしている。
鳳凰山（ほうおうざん）
呪泉郷の南方にある高山で、もう一つの呪泉郷がある。こちらは険しい山頂にあるため、溺れるのは鳥のみ。その麓の民はそこから湧いた水を飲み水等の生活用水としていたため、産まれながらに鳥の翼と爪を持つようになった。人里にまぎれるため、現在でも積極的に呪泉郷を利用している。
呪泉洞（じゅせんどう）
呪泉郷と鳳凰山の水源。内部は迷路のようになっていて、侵入者防止用の罠が張り巡らされている。その奥にある鳳凰と竜の像が全ての呪泉の水源。ただし、こちらは溺れてどうなるという訳でもないようである。現在は観光地化している。